# Halafallahi
Halafallahi war ein nabatäischer Steinmetz, der im ersten Jahrhundert in der arabischen Stadt Hegra tätig war. Er ist der Sohn des Bildhauers und Steinmetzes Himlagu.
Halafallahi wird inschriftlich auf zwei Fassaden von Gräbern in Hegra als verantwortlicher Steinmetz genannt. Nach den Inschriften wurden beide in der Regierungszeit des nabatäischen Königs Aretas IV. erbaut. Bei dem ersten Grab, das in das Jahr 26/27 n. Chr. datiert werden kann, handelt es sich um ein Treppengrab, das er gemeinsam mit dem Steinmetz Aftah schuf. Er wird daher der Werkstatt des Aftah zugerechnet, der als Hauptvertreter einer der beiden Steinmetzschulen in Hegra gilt. Das zweite Grab, für das er allein verantwortlich war, wird auf das Jahr 34/35 n. Chr. datiert. Bei diesem handelt es sich um ein Zinnengrab. 